# 佐藤誠 (野球)
佐藤 誠（さとう まこと、1975年6月12日 - ）は、山形県東根市出身の元プロ野球選手（投手）、指導者。右投右打。2001年から2002年の登録名は誠。

## 来歴・人物

### プロ入り前
北海道千歳市の小学生時代に学童軟式野球を始める。
駒大岩見沢高等学校では、1992年・1993年の2度、センバツに出場。1993年はチームをベスト4に導いたが、夏は南北海道大会2回戦で敗退した。その年のドラフト5位で読売ジャイアンツに入団した。背番号は69。

### 巨人時代
1997年に一軍初登板を果たしたがこの年を含め2000年までわずか5試合しか出番を得られなかった。だが、この時期に覚えたシュートが、後に活躍のきっかけとなる。
2000年は2試合の登板に終わり、オフに無償トレードで福岡ダイエーホークスに移籍。登録名は「誠」。背番号は63。

### ダイエー・ソフトバンク時代
2001年は8試合の登板に終わった。
2002年も登板7試合に終わったが防御率は1点台を記録した。オフシーズンに登録名を本名に戻す。
2003年は巨人時代に覚えたシュートを駆使し、篠原貴行・岡本克道に続く右のセットアッパーとして31試合に登板。防御率2.98を記録し3年ぶりのリーグ優勝に貢献した。日本シリーズにも出場し2/3回を無得点に抑える活躍で4年ぶりの日本一に貢献した。以降ホークス中継ぎ投手陣の一角に定着。
2004年は自己最多の40試合に登板。安定感抜群とまではいかなかったがチームの勝率1位に貢献した。
2005年は安定感を欠き二軍降格を味わい27試合の登板に終わった。
2006年前半は神内靖、新垣渚ら先発陣がアクシデントで途中降板した際、試合の収拾をやってのけ、「ミスター・スクランブル」、「スクランブルの男」と取り上げられる。6月7日の巨人との交流戦、先発投手神内が乱調のため1回表14球3失点で1アウトも取らぬまま降板となり、佐藤が緊急登板。4イニングを投げ無失点に抑え勝利投手となり、プロ野球人生初のお立ち台に上がった。ヒーローインタビューでは「最近はこういう（急な）ことが多いので、緊張もせずに普通に投げられました」と語った。しかし、右肘痛のため夏場に離脱してしまいそのままシーズンを終えた。17試合で3勝無敗で防御率は2点台を記録した。
2007年は開幕二軍ではあったが、藤岡好明らの不調もあり、4月中旬一軍に上がると、抜群の制球力とシュートを武器に一時はリリーフエースとなっていた。しかし、連投による疲労からか徐々に調子を崩し、5月まで1点を下回る投球を見せたが徐々に打ち込まれ防御率が悪化してしまい8月11日の対オリックス戦で2失点を喫し二軍落ちとなった。最終成績は27試合に登板して9ホールドをマークしたが防御率は4点台と不本意だった。
2008年も不調で22試合の登板に留まり防御率5点台と役割を果たせなかった。
2009年は25試合に登板したが防御率6点台と前年よりも不調に陥った。
2010年は前年台頭した摂津正、ブライアン・ファルケンボーグらの強力中継ぎ陣に加え甲藤啓介や金澤健人の台頭もあり一軍登板なしに終わった。10月1日に戦力外通告を受けて現役を引退。

### 引退後
2011年から古巣の巨人で打撃投手となり、2015年からは打撃投手兼監督付マネージャーとなる。2019年限りで退団。2022年からは巨人の運営部主任兼監督担当マネジャーに就任。2024年からジャイアンツ U15ジュニアユースの指導者に就任 (担当：投手)。

## 詳細情報

### 年度別投手成績
| 年 度      | 球 団                 | 登 板 | 先 発 | 完 投 | 完 封 | 無 四 球 | 勝 利 | 敗 戦 | セ 丨 ブ | ホ 丨 ル ド | 勝 率 | 打 者 | 投 球 回 | 被 安 打 | 被 本 塁 打 | 与 四 球 | 敬 遠 | 与 死 球 | 奪 三 振 | 暴 投 | ボ 丨 ク | 失 点 | 自 責 点 | 防 御 率 | W H I P |
| ---------- | --------------------- | ----- | ----- | ----- | ----- | -------- | ----- | ----- | -------- | ----------- | ----- | ----- | -------- | -------- | ----------- | -------- | ----- | -------- | -------- | ----- | -------- | ----- | -------- | -------- | ------- |
| 1997       | 巨人                  | 1     | 0     | 0     | 0     | 0        | 0     | 0     | 0        | --          | ----  | 2     | 1.0      | 0        | 0           | 0        | 0     | 0        | 0        | 0     | 0        | 0     | 0        | 0.00     | 0.00    |
| 1998       | 巨人                  | 2     | 0     | 0     | 0     | 0        | 0     | 0     | 0        | --          | ----  | 10    | 2.0      | 3        | 0           | 1        | 0     | 0        | 3        | 0     | 0        | 3     | 3        | 13.50    | 2.00    |
| 2000       | 巨人                  | 2     | 0     | 0     | 0     | 0        | 0     | 0     | 0        | --          | ----  | 13    | 1.2      | 5        | 0           | 3        | 0     | 0        | 1        | 0     | 0        | 7     | 7        | 37.80    | 4.80    |
| 2001       | ダイエー ソフトバンク | 8     | 0     | 0     | 0     | 0        | 0     | 0     | 0        | --          | ----  | 57    | 13.1     | 15       | 3           | 6        | 1     | 0        | 5        | 1     | 0        | 10    | 8        | 5.40     | 1.58    |
| 2002       | ダイエー ソフトバンク | 7     | 0     | 0     | 0     | 0        | 0     | 0     | 0        | --          | ----  | 23    | 6.1      | 4        | 0           | 2        | 0     | 0        | 2        | 0     | 0        | 1     | 1        | 1.42     | 0.95    |
| 2003       | ダイエー ソフトバンク | 31    | 0     | 0     | 0     | 0        | 3     | 3     | 0        | --          | .500  | 190   | 45.1     | 45       | 4           | 18       | 5     | 3        | 32       | 0     | 0        | 15    | 15       | 2.98     | 1.39    |
| 2004       | ダイエー ソフトバンク | 40    | 0     | 0     | 0     | 0        | 2     | 1     | 0        | --          | .667  | 188   | 43.1     | 50       | 5           | 14       | 2     | 3        | 19       | 1     | 0        | 20    | 18       | 3.74     | 1.48    |
| 2005       | ダイエー ソフトバンク | 27    | 0     | 0     | 0     | 0        | 2     | 0     | 1        | 4           | 1.000 | 116   | 26.0     | 32       | 1           | 9        | 0     | 2        | 13       | 2     | 0        | 10    | 10       | 3.46     | 1.58    |
| 2006       | ダイエー ソフトバンク | 17    | 0     | 0     | 0     | 0        | 3     | 0     | 0        | 1           | 1.000 | 126   | 31.0     | 32       | 2           | 7        | 0     | 2        | 27       | 1     | 0        | 8     | 8        | 2.32     | 1.26    |
| 2007       | ダイエー ソフトバンク | 27    | 0     | 0     | 0     | 0        | 2     | 1     | 0        | 9           | .667  | 123   | 28.2     | 23       | 3           | 14       | 0     | 4        | 20       | 0     | 0        | 13    | 13       | 4.08     | 1.29    |
| 2008       | ダイエー ソフトバンク | 22    | 0     | 0     | 0     | 0        | 3     | 2     | 0        | 2           | .600  | 73    | 17.1     | 22       | 1           | 1        | 0     | 0        | 9        | 0     | 0        | 11    | 10       | 5.19     | 1.33    |
| 2009       | ダイエー ソフトバンク | 25    | 0     | 0     | 0     | 0        | 1     | 1     | 0        | 2           | .500  | 110   | 23.1     | 35       | 5           | 8        | 0     | 0        | 14       | 1     | 0        | 18    | 17       | 6.56     | 1.84    |
| 通算：12年 | 通算：12年            | 209   | 0     | 0     | 0     | 0        | 16    | 8     | 1        | 18          | .667  | 1031  | 239.1    | 266      | 24          | 83       | 8     | 14       | 145      | 6     | 0        | 116   | 110      | 4.14     | 1.46    |

- ダイエー（福岡ダイエーホークス）は、2005年にソフトバンク（福岡ソフトバンクホークス）に球団名を変更

### 記録
- 初登板：1997年10月8日、対ヤクルトスワローズ27回戦（明治神宮野球場）、8回裏に6番手で救援登板・完了、1回無失点
- 初奪三振：1998年5月4日、対ヤクルトスワローズ6回戦（東京ドーム）、8回表に真中満から空振り三振
- 初勝利：2003年6月17日、対オリックス・ブルーウェーブ10回戦（岩手県営野球場）、4回裏2死に3番手で救援登板、1回1/3を3失点
- 初ホールド：2005年5月29日、対中日ドラゴンズ6回戦（福岡Yahoo!JAPANドーム）、6回表1死に2番手で救援登板、1/3回無失点
- 初セーブ：2005年6月2日、対阪神タイガース6回戦（阪神甲子園球場）、9回裏無死に7番手で救援登板・完了、1回無失点

### 背番号
- 69（1994年 - 1997年）
- 57（1998年 - 2000年）
- 63（2001年 - 2003年）
- 31（2004年 - 2010年）
- 208（2011年 - 2015年）

### 登録名
- 佐藤 誠（さとう まこと、1994年 - 1996年、2003年 - 2010年）
- 佐藤 充（さとう まこと、1997年 - 2000年）
- 誠（まこと、2001年 - 2002年）